# چبوسز
چبوسز (به لاتین: Trzebosz) یک سکونتگاه مسکونی در لهستان است که در Gmina Bojanowo واقع شده‌است.